# Табинське
Таби́нське (рос. Табынское, башк. Табын) — село у складі Гафурійського району Башкортостану, Росія. Адміністративний центр Табинської сільської ради.
Населення — 1827 осіб (2010; 2134 в 2002).
Національний склад:
- росіяни — 59%